# Ludishan (sockenhuvudort i Kina, Hunan Sheng, lat 29,00, long 111,74)
Ludishan (kinesiska: Ludishan Xiang, 芦荻山乡) är en sockenhuvudort i Kina. Den ligger i provinsen Hunan, i den södra delen av landet, omkring 150 kilometer nordväst om provinshuvudstaden Changsha. Antalet invånare är 27 115. Befolkningen består av 13 364 kvinnor och 13 751 män. Barn under 15 år utgör 10,0 %, vuxna 15-64 år 77 %, och äldre över 65 år 11,0 %.
Runt Ludishan är det tätbefolkat, med 442 invånare per kvadratkilometer. Närmaste större samhälle är Changde, 7,2 km nordväst om Ludishan. Trakten runt Ludishan består till största delen av jordbruksmark.
Genomsnittlig årsnederbörd är 1 808 millimeter. Den regnigaste månaden är maj, med i genomsnitt 302 mm nederbörd, och den torraste är december, med 45 mm nederbörd.